# Península de Taimir

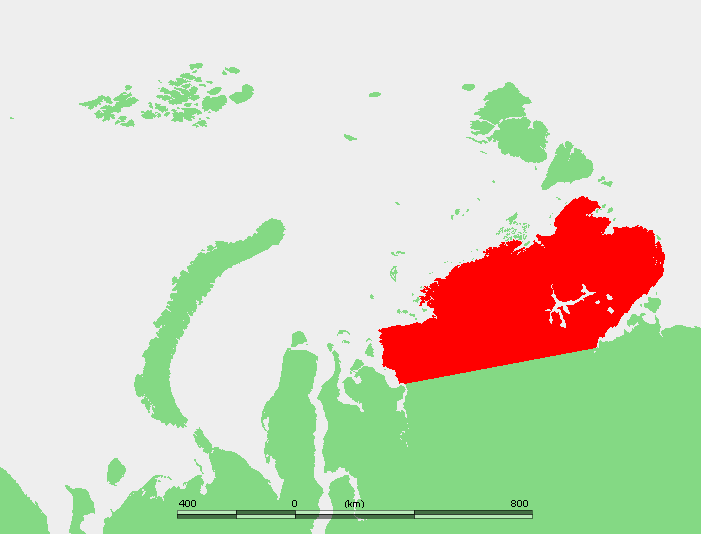
Localização da península de Taimir, no oceano Ártico

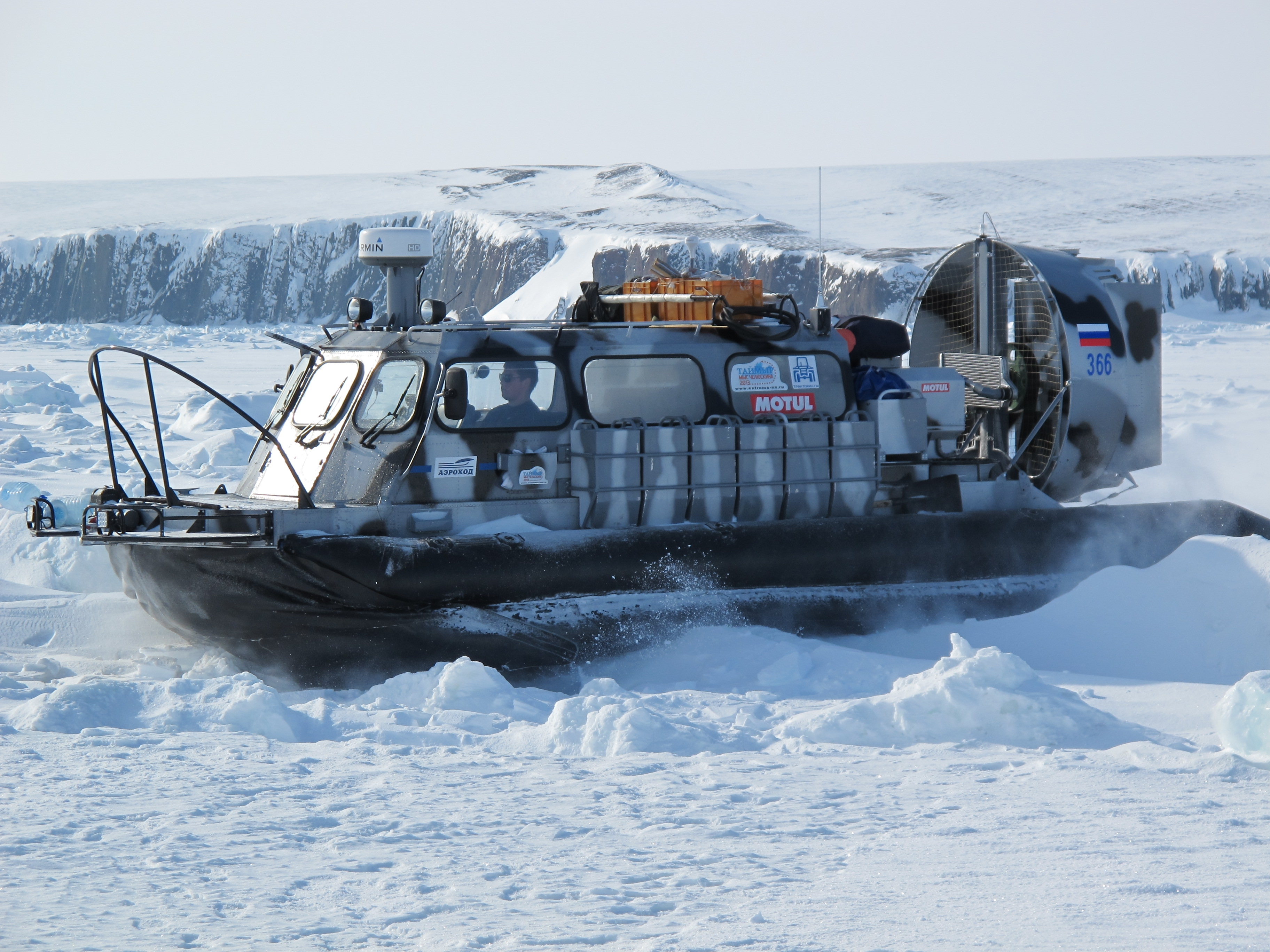
Hovercraft Hivus-10 na expedição à península do Taimir em abril de 2013

A península de Taimir (Полуостров Таймыр, Таймырский полуостров, em russo) situa-se na Sibéria e forma o extremo setentrional da Ásia continental. Encontra-se entre o golfo de Ienissei, do mar de Kara, e o golfo de Catanga, no mar de Laptev, e integra o território do Krai de Krasnoiarsk, na Rússia.
O cabo Chelyuskin, no norte da península, é o extremo setentrional da Eurásia continental.